# Iztapalapa
Iztapalapa är en av 16[källa behövs] stadsdelar (delegación) i Mexikos huvudstad Mexico City. Den ligger i kommunen Iztapalapa och delstaten Distrito Federal, i den sydöstra delen av landet. Iztapalapa ligger 2 239 meter över havet, täcker 117 km²[källa behövs] och har drygt 1,82 miljoner invånare, vilket gör den till den folkrikaste stadsdelen i Mexico City.

## Etmylogi
Namnet kommer från aztekiska ord Iztapalli (stenhäll), atl (vatten) och pan (på eller över). Alltså betyder det "på vattnet av stenhällarna".

## Geografi
Terrängen runt Iztapalapa är platt åt nordväst, men åt sydost är den kuperad. Runt Iztapalapa är det mycket tätbefolkat, med 10 000 invånare per kvadratkilometer. Närmaste större samhälle är Mexico City, 10,1 km nordväst om Iztapalapa. Runt Iztapalapa är det i huvudsak tätbebyggt.